# Svarta Bjørn
Pour les articles homonymes, voir Björn.
Svarta Bjørn, en français « l'Ourse noire », est une cuisinière norvégienne, figure de la construction des lignes de chemin de fer du Malmbanen (ligne au nord de la Suède) et du Ofotbanen (son prolongement en Norvège).
Selon la légende, un Sami lui aurait donné ce surnom en raison de sa force athlétique, de ses cheveux noirs et de ses yeux sombres. On ne sait pas exactement qui était cette cuisinière - il se peut que plusieurs femmes s'appelaient Svarta Bjørn - mais depuis les années 1970, le nom est lié à Anna Rebekka Hofstad, originaire de Helgeland. Au fil des années, Svarta Bjørn est devenue un symbole de la ville de Narvik, de l'Ofotbanen et des femmes qui ont participé aux travaux du chemin de fer.

## Anna Rebekka Hofstad

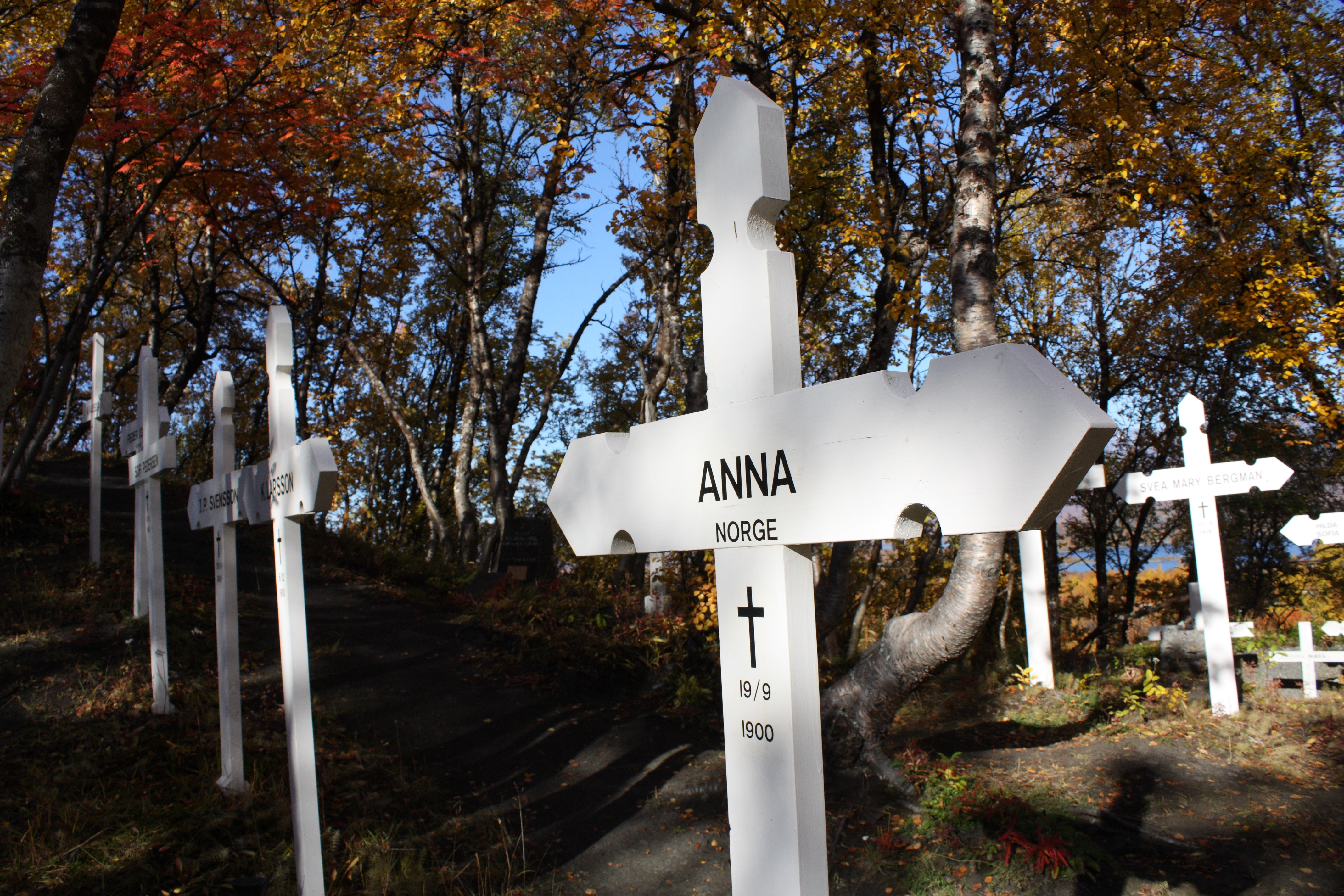
Le cimetière Rallar à Tornehamn ; croix de la tombe où certains pensent que Svarta Bjørn, Anna Rebekka Hofstad, est enterrée.

Anna Rebekka Hofstad naît le 7 avril 1878 à la ferme Skjellosen à Offersøy en Tjøtta. Quand elle avait 4 ans, la famille déménage à Brattland (Utskarpen), dans l'actuelle municipalité de Rana, où elle a grandi. À l'âge de 16 ans, elle est servante à Gildeskål, puis vient à Sulitjelma. Elle travaille comme femme de ménage à Ballstad et à Svolvær, avant de trouver un emploi de cuisinière lors de la construction du Malmbanan entre Kiruna et Narvik. En tant que « cuisinière rallar », elle était responsable de la cuisine, de la lessive et de l'approvisionnement en combustible et en eau. Elle décède le 19 septembre 1900 et est enterré quatre jours plus tard au cimetière Rallar de Tornehamn.

Différentes sources ont différentes versions de l'histoire d'Anna / Svarta Bjørn. Certaines sources disent qu'elle a également travaillé comme « fille du plaisir » (prostituée) pour les rallars, d'autres sources ne le mentionnent pas. Selon la version de l'histoire qu'on lit, elle devait être jolie ou moins jolie, paresseuse ou travailleuse. Selon certaines versions de l'histoire, elle aurait dû se battre avec une autre cuisinière, Maja Well. Toutes deux étaient amoureuses du même homme, Ådals-Kalle. Svarta Bjørn a été grièvement blessée au cours du combat, ayant reçu un coup violent à la tête ou au corps, et est tombée dans un ruisseau. Emmenée à l'infirmerie de Tornehamn elle y décède quelque temps plus tard, peut-être également atteinte de tuberculose ou d'une autre maladie. D'autres versions de l'histoire ne mentionnent pas le combat, mais disent seulement qu'elle est morte de tuberculose. Quelqu'un a dû rencontrer Svarta Bjørn également après la date de la mort d'Anna Rebekka Hofstad.Les tombes du cimetière rallar de Tornehamn sont ornées de croix blanches en bois. L'une d'entre elles porte les mots « Anna Norge » et la date du 19 septembre 1900, et cette tombe est considérée par certains comme la dernière demeure de Svarta Bjørn. Mais la croix porte également deux autres dates gravées : le 12 octobre 1901 et le 10 novembre 1901. Selon un article du journal interne de la LKAB, Malmbanenytt, cité par le journal Fremover, c'est un nourrisson, Anna Olsen, qui repose dans cette tombe. Des sources écrites confirment qu'Anna Rebekka Hofstad est enterrée dans ce cimetière, mais ne précisent pas l'endroit exact du cimetière où elle est enterrée. Une pierre commémorative en sa mémoire a été érigée dans le cimetière en 1982. La pierre porte ce texte : 

« Svarta Bjørn som ble en legende
Anne Rebekka Hofstad
Født 7.4.1878. Død på Ofotbanen 19.9.1900.
Denne sten, fra hennes fødested Offersøy i Tjøtta er avduket 1982 som en siste hilsen »

L'historien et auteur Nils A. Ytreberg a écrit l'histoire de Narvik en 1953 et 1954, en mettant l'accent sur l'histoire des rallars et la construction de l'Ofotbanen. Il publie le roman Svarta Bjørn en 1954. Le roman a contribué à bâtir la légende de Svarta Bjørn.
En 1969, Arne Hofstad d'Utskarpen a contacté le journal Fremover et a estimé que sa tante Anna Rebekka Hofstad devait être la vraie Svarta Bjørn. Cette idée est devenue de plus en plus acceptée dans les années 1970 et est depuis souvent considérée comme une vérité, notamment à Narvik. Il est probable que ce soit elle, mais il est difficile de déterminer avec certitude ce qui est vrai et ce qui fait désormais partie de la légende.

## L'Ourse noire dans la culture moderne
Chaque année depuis 1959, une « Ourse noire » est désigné lors du Winterfestuka (festival d'hiver) à Narvik. L'« Ourse noire » de l'année doit avoir entre 20 et 30 ans, être « sombre, intrépide et curieuse », un peu comme la Svarta Bjørn décrite dans le roman de Nils A. Ytreberg. Les femmes suivantes ont été nommées Svarta Bjorn :
- 1959 - Wenche Thon, Narvik
- 1960 - Marianne Bjørklund, Gällivare
- 1961 - Mai Doris Rempi, Porjus
- 1962 - Berit Marhaug, Svolvær
- 1963 - Anita Rehnströmm, Älsbyn
- 1964 - Agnetha Liljeström, Kemi
- 1965 - Jorunn Adolfsen, Alstad
- 1966 - Carina Dedring, Luleå
- 1967 - Birgitta Lundgren, Luleå
- 1968 - Turid Pettersen, Narvik
- 1969 - Karola Nilsson, Luleå
- 1970 - Astrid Danielsen, Tromsø
- 1971 - Turid Krogstad, Narvik
- 1972 - Ann Christin Degerlund, Boden
- 1973 - Martta Hiukka, Rovaniemi
- 1974 - Rose Pedersen, Harstad
- 1975 - Chatarina Dahlèn, Boden
- 1976 - Hanne Johnsen, Narvik
- 1977 - Hannele Heikenheimo, Rovaniemi
- 1978 - Kari Lien, Bodø
- 1979 - Sissel Vian, Leknes
- 1980 - Gøril Nilsen, Narvik
- 1981 - Gry Luneborg, Narvik
- 1982 - Tuija Petätäjärvi, Rovaniemi
- 1983 - Sissel Horrigmo, Narvik
- 1984 - Turu Toivonen, Rovaniemi
- 1985 - Hanne Kulbotn, Narvik
- 1986 - Gyda Bjørgo Larsen, Leknes
- 1987 - Johanna Pyykönen, Rovaniemi
- 1988 - Maria Rönnlund, Luleå
- 1989 - Cathrine Widsten, Narvik
- 1990 - Linda Rondestvedt, Narvik
- 1991 - Lisa Mangseth, Leknes
- 1992 - Anne Rebekka Rasmussen, Målselv
- 1993 - Monica Gundersen, Ramsund
- 1994 - Ulrika Larsen, Kiruna
- 1995 - Torill Nilsen, Ballangen
- 1996 - Ingeborg Nina Nygård, Sjøvegan
- 1997 - Britt Veronica Høie, Harstad
- 1998 - May Brith Broderstad, Kvæfjord
- 1999 - Liv Salen, Narvik
- 2000 - Heidi Irene Bolte, Rossfjord
- 2001 - Anna Popova, Murmansk
- 2002 - Yvonne Skjaeret, Narvik
- 2003 - Ellen Alm, Harstad
- 2004 - Marjo Remes, Rovaniemi
- 2005 - Ina Bjarkøy Larssen, Narvik
- 2006 - Alexandra Martinsen, Narvik
- 2007 - Cecilia Lindsten, Narvik
- 2008 - Maria Adolfsen, Narvik
- 2009 - Jenna Nalli, Tornio
- 2010 - Susanne Langnes, Målselv
- 2011 - Kristbjørg Hansen, Leknes
- 2012 - Heidi Eliassen Holtet, Narvik
- 2013 - Liselotte Niia Holmlund, Narvik
- 2014 - Lisa Mari Pettersen, Tjeldsund
- 2015 - Kristen Aspenes, Narvik
- 2016 - Karoline Sørensen, Narvik
- 2017 - Christina Amundsen, Narvik
- 2018 - Pernille Baustad, Narvik
- 2019 - Ida Brækkan, Narvik
- 2020 - non remis du fait du Covid-19
- 2021 - non remis du fait du Covid-19
- 2022 - Linn Solvoll Kolbeinsen, Narvik
- 2023 - Ingvild Emmelie Olsen Gaarden, Narvik

Depuis 1960, le prix « Æres-Svarta Bjørn » est également décerné à intervalles irréguliers. Selon des critères modernes, ce prix peut être décerné à des femmes « qui, grâce à la pensée innovante, au courage et à l'énergie de la cheffe rallar Svarta Bjørn, ont fait un effort de pionnière dans la vie professionnelle ou dans le secteur culturel du nord ». Depuis 2007, la « Black Bear Conference » fait également partie du Festival d'hiver. Depuis 1989, la Stiftelsen Vinterfestuka organise en été la marche à pied « Svarta Bjørn-marsjen », suivie de l'événement Folkefest à Rombaksbotn. La Fondation Vinterfestuka a enregistré « Svarta Bjørn » comme marque en Norvège et en Suède.
Le poète Henry Skilbred a composé un poème sur Svarta Bjørn, qui a été enregistré avec lui et Inger Jacobsen en 1966 et est devenu très populaire. En 1997, Rita Engebretsen et Helge Borglund en ont interprété une version chantée sur l'album Frem fra Glemselen kap.18.
En 1979 sort le téléfilm suédois Legenden om Svarta Björn, réalisé par Ingvar Skogsberg. Elle est également représentée dans Rallarens ros du suédois Nils Hennix (1984).
Kari Bremnes a créé le cabaret Svarta Bjørn, une pièce commandée pour le Festival de Norvège du Nord en 1998. La même année, elle sort un CD éponyme avec des chansons du spectacle.
Le monument Svarta Bjørn se dresse au Jernbaneparken à Narvik. La statue a été réalisée par Tom Berre et a été dévoilée le 16 mars 1986 par Wenche Thon,. Wenche Thon a été la première à être nommé Svarta Bjørn pendant la semaine du festival d'hiver. Le Rallarklubben de Narvik a commandé le monument et a collecté de l'argent nécessaire à sa création.